# Cyfrowa lustrzanka pełnoklatkowa

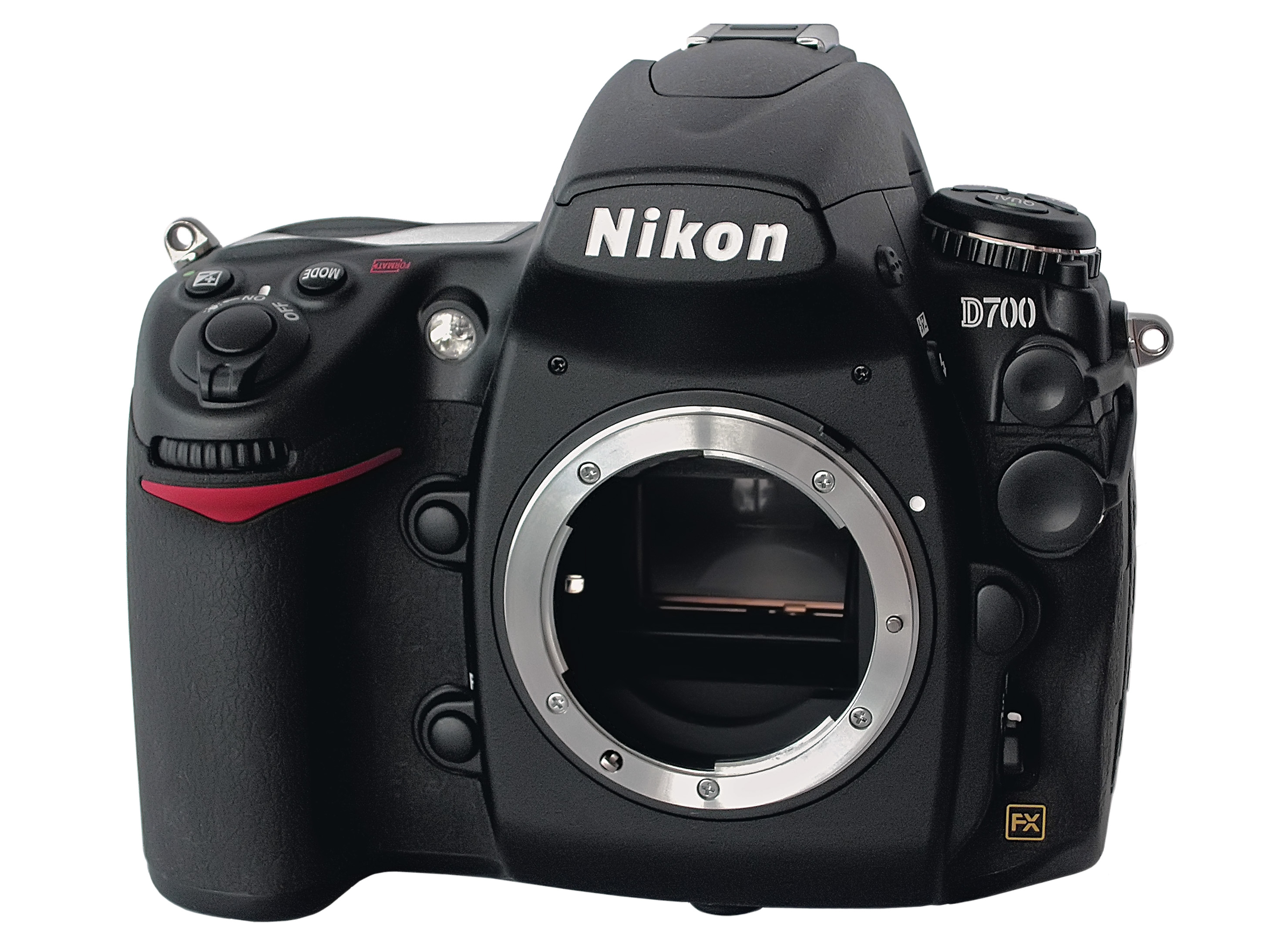
Pełnoklatkowy Nikon D700 bez obiektywu

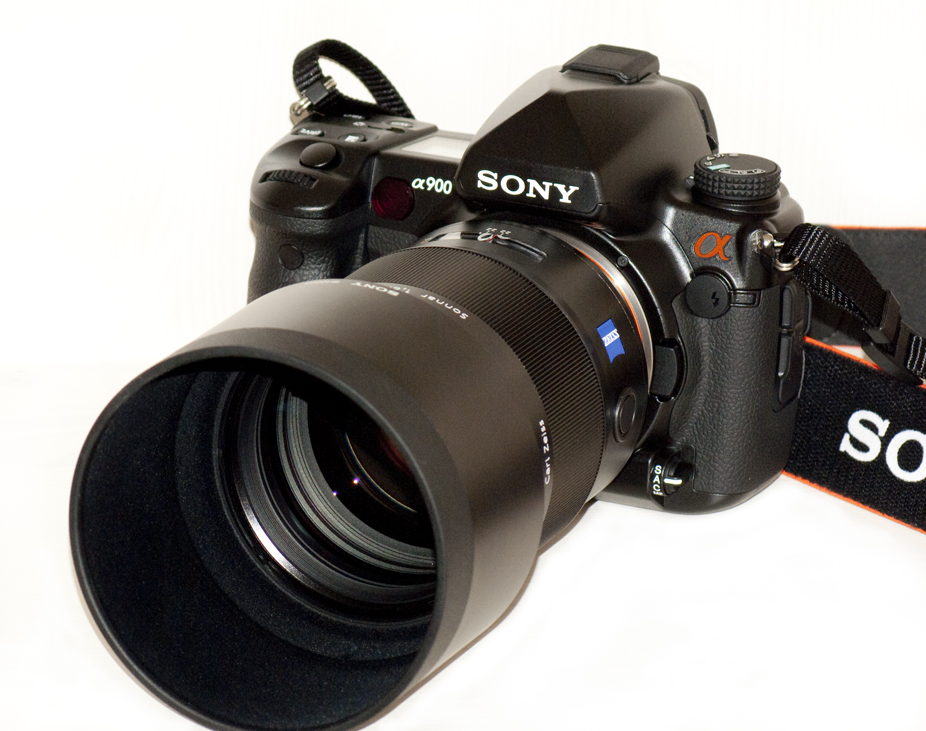
Sony α900

Cyfrowa lustrzanka pełnoklatkowa, aparat full-frame (w skrócie FF), full-frame DSLR (FFDSLR, ang. Full Frame Digital Single Lens Reflex Camera) – lustrzanka cyfrowa wyposażona w matrycę światłoczułą ekwiwalentną do rozmiaru klatki 35 mm, czyli o rozmiarze 36×24 mm. Aparat full-frame jest cyfrowym odpowiednikiem klasycznej małoobrazkowej lustrzanki jednoobiektywowej. Rozmiar matrycy jest główną cechą odróżniającą aparaty tego typu od wprowadzonych wcześniej lustrzanek cyfrowych z matrycą APS-H, APS-C, 4/3 lub mniejszą.
Z uwagi na wysoki koszt produkcji, jak również często zwiększone rozmiary, masę i zaawansowanie technologiczne samego aparatu, matryce full-frame są montowane w kosztownych aparatach profesjonalnych takich jak Canon EOS 5D czy Nikon D3.

## Historia
Aparaty pełnoklatkowe były kontynuacją i naturalnym krokiem w ewolucji fotografii cyfrowej, powstały one w wyniku dążenia do osiągania coraz lepszej jakości wykonywanych zdjęć. Pierwszą w historii pełnoklatkową lustrzanką cyfrową był zapowiedziany w roku 2000, a wyprodukowany w 2002 aparat Contax N Digital, który oferował 6-megapikselową matrycę marki Philips. Był to model oparty na korpusie klasycznej wersji aparatu Contax N – pierwszej w ofercie Contaxa wyposażonej w autofocus. W roku 2000 Pentax również obwieścił plany produkcji pełnoklatkowego aparatu MZ-D, jednak model ten utknął w fazie prototypu, nigdy nie trafiając do masowej produkcji. Wkrótce po nim, w 2002 r. na rynek trafił sztandarowy model japońskiego producenta Canon EOS-1Ds z pełnoklatkową matrycą CMOS o rozdzielczości 11,4 megapikseli. W roku 2011 szwedzka firma Hasselblad zaprezentowała profesjonalny model lustrzanki średnioformatowej z matrycą 50 megapikseli. Cena takiego aparatu to około 40 000 euro.
Poniżej zaprezentowano niektóre z debiutów aparatów pełnoklatkowych:
| 2002 | Contax N Digital, Canon EOS-1Ds                                                                 |
| 2003 | Kodak DCS Pro 14n                                                                               |
| 2004 | Kodak DCS Pro SLR/c, Kodak DCS Pro SLR/n, Canon EOS-1Ds Mark II                                 |
| 2005 | Canon EOS 5D                                                                                    |
| 2007 | Nikon D3, Canon EOS-1Ds Mark III                                                                |
| 2008 | Nikon D700, Sony α900, Canon EOS 5D Mark II, Nikon D3X                                          |
| 2009 | Sony α850, Nikon D3S                                                                            |
| 2012 | Canon EOS-1D X, Nikon D4, Nikon D800, Canon EOS 5D Mark III, Sony α99, Nikon D600, Canon EOS 6D |
| 2013 | Nikon D610, Nikon Df                                                                            |
| 2016 | Pentax K-1                                                                                      |

## Wady i zalety cyfrowych aparatów full-frame
Pierwszą zaletą, będącą wynikiem (przeważnie) większego niż w aparatach niepełnoklatkowych rozmiaru pojedynczego piksela, jest wyższa jakość zdjęć – doskonałe odwzorowanie barw, duża rozpiętość tonalna fotografii, niższy szum matrycy. Kolejne to łatwość osiągania małej głębi ostrości, efektu pożądanego w niektórych typach fotografii, np. portretach, oraz jaśniejszy i większy wizjer – pochodna zastosowania większego pryzmatu.
Do wad należy zaliczyć, iż większa matryca podkreśla te wady optyczne, które nasilają się wraz ze zbliżaniem do brzegu kadru: winietowanie, komę, spadek ostrości. Wady te występują w mniejszym nasileniu przy zastosowaniu aparatu posiadającego mniejszy sensor (zob. mnożnik ogniskowej). Zwiększony kąt widzenia można uznać za wadę przy stosowaniu teleobiektywów: dla osiągnięcia tego samego powiększenia co przy aparatach z mniejszą matrycą, konieczne jest zastosowanie obiektywu o dłuższej ogniskowej. Aparaty pełnoklatkowe z uwagi na trudność osiągania dużej głębi ostrości, niezbyt dobrze nadają się do stosowania w makrofotografii. Wady pochodne matrycy pełnoklatkowej to waga, rozmiar oraz cena korpusu.
Większy sensor pozwala jednak na zastosowanie większej rozdzielczości – obecne sensory osiągnęły już praktycznie dolny limit rozmiaru piksela (odległość środków pikseli jest zbliżona do długości fali świetlnej) – zatem jedyny rzeczywisty wzrost zdolności rozdzielczej aparatu można uzyskać zwiększając rozmiar matrycy światłoczułej.